# Farid (Zauberkünstler)
Farid (bürgerlich Farid Sascha Zeynalnia; * 1981 in Hagen) ist ein deutscher Zauberkünstler.

## Leben
Farid wurde in der Nähe von Köln geboren und wuchs in Hagen auf. Seine Familie stammt aus dem Iran. Nach dem Abitur studierte er zunächst Rechtswissenschaft an der Universität Bochum, brach sein Studium jedoch vorzeitig ab. Mit Zauberei kam er erstmals mit sechs Jahren durch seinen persischen Großvater in Kontakt. Erste Bühnenerfahrungen sammelte er bereits mit 15 Jahren.

## Karriere
Farid war der erste Zauberkünstler, der 2007 von Sony BMG offiziell als Magier unter Vertrag genommen wurde. Bekanntheit erlangte er 2008 vor allem durch seine Teilnahme an der ersten Staffel der als Mystery-Sendung angelegten Castingshow The next Uri Geller (ProSieben), bei der er den zweiten Platz belegte.
Es folgten verschiedene Auftritte als Talkshowgast in Sendungen wie TV total (ProSieben), Johannes B. Kerner, Markus Lanz (beide ZDF), Krömer – Die internationale Show (ARD) oder Inas Nacht (NDR). Im Anschluss trat er hauptsächlich als Illusionist und Täuschungskünstler in seinen eigenen Fernsehsendungen Streetmagic mit Farid bei ProSieben und Mystified bei MTV auf. 2011 tourte er mit Inside Magic – Werde Teil der Show durch Deutschland und war Spezialgast der Castingshow Das Supertalent bei RTL. Im selben Jahr erschien zudem im Verlag Kosmos der Trickkasten Farid – Seine coolsten Zaubertricks, 2012 folgte das Buch Du durchschaust mich nicht – Das Geheimnis der Magie im Verlag Droemer Knaur.
2018 moderierte Farid seine eigene Sendung Farid - Magic Unplugged beim deutschen Bezahlsender Sky, in der Prominente wie Helene Fischer zu Gast waren. Drei Jahre später wurde die Show um eine zweite Staffel ergänzt, in der Farid auf bekannte Sportler wie Kristina Vogel, Boris Becker oder Nico Rosberg traf. Im Jahr 2023 folgte dann eine weitere Staffel der Farid - Magic Unplugged Sports Edition in der Alexandra Popp, Jürgen Klopp, Lukas Podolski, Kevin Trapp, Dominik Szoboszlai, Niklas Süle und Karim Adeyemi zu Gast waren.
Im Frühjahr 2019 tourte Farid mit seiner Wahre Magie. Echte Illusionen-Tournee durch Deutschland und die Schweiz, diese wurde 2020 fortgesetzt. In dem Prosieben-Prime-Time-Dreiteiler Farids Magische 13 präsentierte Farid seine dreizehn persönlichen Highlights der Zauberkunst auf einem Roadtrip. Dabei reiste er zum Beispiel nach Ungarn, in das Geburtsland des legendären Entfesselungskünstlers Harry Houdini und traf die besten Magier der Welt in Las Vegas, der Hauptstadt der Zauberkunst. Seine fast 100 Shows umfassende Magic Unplugged Live - Tournee spielte Farid in den Jahren 2022, 2023 und 2024. Seine neue Tour-Show "Geisteskrank" ist für 2025 geplant. 

## Fernsehauftritte

### Gastauftritte
- 2005: Niedrig und Kuhnt – Kommissare ermitteln (1 Folge – Ausgestrickst)
- 2008: The next Uri Geller – Unglaubliche Phänomene Live (ProSieben)
- 2009: Die Johannes B. Kerner Show
- 2009: Markus Lanz (ZDF)
- 2009: Inas Nacht (NDR)
- 2009–2015: TV total (regelmäßige Auftritte)
- 2011: Kölner Treff (WDR)
- 2011: Tigerenten Club
- 2011–2018: Abendschau (rbb)
- 2011–2018: NDR Talk Show
- 2011–2019: Riverboat (MDR)
- 2011–2020: DAS! (NDR)
- 2013: Tietjen und Hirschhausen (NDR)
- 2018: Die Helene Fischer Show (ZDF)
- 2018: Verstehen Sie Spaß (ARD)

### Eigene Shows
- 2009: Street Magic mit Farid (5 Folgen, ProSieben)
- 2009: Mystified (MTV Germany)
- 2018: Magic Unplugged (Sky 1)
- seit 2019: Farids Magische 13 (ProSieben)
- 2021: Magic Unplugged Staffel 2 (Sky)
- 2023: Magic Unplugged Sports Edition (Sky)

## Veröffentlichungen
- Du durchschaust mich nicht – Das Geheimnis der Magie, Droemer Knaur Verlag, 2012, ISBN 3-426-78549-8